# Ben Gulley
Ben Gulley is een Australisch waterskiër.

## Levensloop
Gulley werd tweemaal wereldkampioen in de Formule 1 en tweemaal in de Formule 2 van het waterski racing.

## Palmares
- Wereldkampioenschap: 2017 en 2019
- Wereldkampioenschap: 2013 en 2015